# William Barnes
William Barnes   (Hamilton, 5 de març de 1876 - Hamilton, 16 de desembre de 1925) va ser un tirador canadenc que va competir durant la dècada de 1920. Era el pare de l'atleta Rolph Barnes.
El 1924 va prendre part en els Jocs Olímpics de París, on guanyà la medalla de plata en la prova de la fossa olímpica per equips del programa de tir, juntament a George Beattie, Robert Montgomery, John Black, Samuel Vance i Samuel Newton.